# Theodor Weidner (Schauspieler)
Friedrich Wilhelm Theodor Alexander Franz Weidner (* 3. November 1813 in Frankfurt am Main; † 10. März 1840 in Trier) war ein deutscher Theaterschauspieler.

## Leben
Theodor Weidner, Sohn des Schauspielers Julius Weidner und der Schauspielerin Wilhelmine Amalie Ludwig (bzw. Ludewig), wurde von seinem Vater, der ihn nur mit Widerstreben zur Bühne gehen sah, zum Schauspieler ausgebildet. Er debütierte in Frankfurt mit glänzendem Erfolg und ihm wurde trotz seiner Jugend eine große künstlerische Zukunft prognostiziert.
Nachdem er seine Braut frühzeitig verloren hatte, starb er selber 1840.
Seine Schwester, ebenfalls Schauspielerin, war die Mutter des Schauspielers Karl Weiser.